# Michael Mann (sociologue)
Pour l’article homonyme, voir Michael Mann.
Michael Mann (né en 1942) est un sociologue britannico-américain. Il est professeur émérite de l'Université de Californie à Los Angeles (UCLA) ainsi que de l'Université de Cambridge. Ses travaux portent principalement sur la sociologie historique des sociétés démocratiques. 

## Biographie
Mann détient la double nationalité britannique et américaine. Il a reçu un BA en histoire moderne en 1963 et un doctorat en sociologie en 1971 à l'Université d'Oxford. 
Après sa thèse, Michael Mann a été chargé de cours en sociologie à l'Université d'Essex. Il enseigne ensuite la sociologie à la London School of Economics and Political Science, de 1977 à 1987. 
Il est ensuite professeur de sociologie à l'UCLA depuis 1987. 

## Travaux
En 1984, Mann publie The Autonomous Power of the State: its Origins, Mechanisms, and Results dans le European Journal of Sociology. D'autres chercheurs ont répondu à la construction théorique de Mann dans Ancient States and Infrastructural Power: Europe, Asia et America (2016). 
Mann a été élu Corresponding Fellow de la British Academy en 2015. 